# Provincia Verbano-Cusio-Ossola
Verbano-Cusio-Ossola este o provincie în regiunea Piemont în Italia.

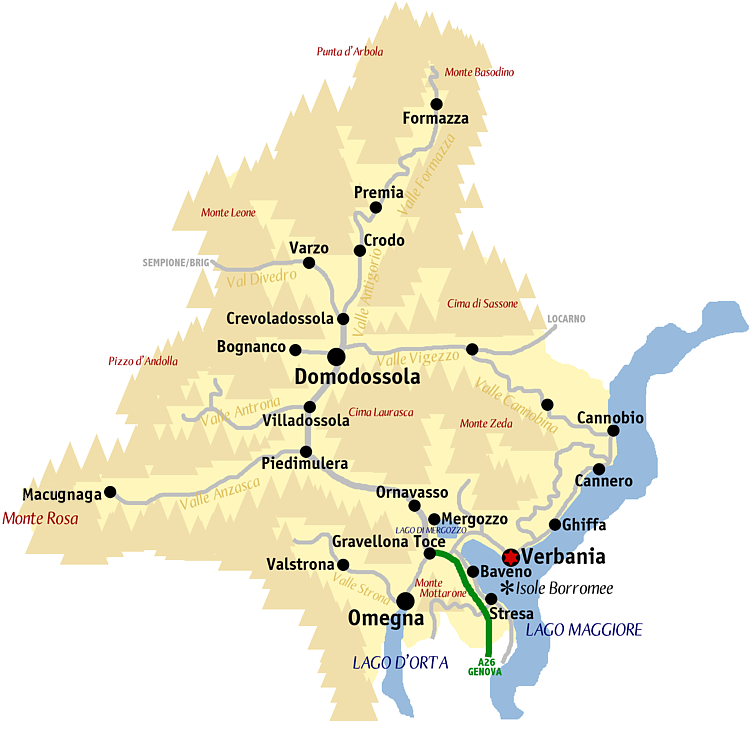
Harta provinciei Verbano-Cusio-Ossola